# تیتوس مونتیانو
تیتوس مونتیانو (رومانیایی: Titus Munteanu؛ ‏ ۳ اکتبر ۱۹۴۱ – ۱۸ دسامبر ۲۰۱۳) کارگردان، فیلم‌ساز و تهیه‌کننده فیلم اهل رومانی بود. وی بین سال‌های ۱۹۶۶ تا ۲۰۱۳ میلادی فعالیت می‌کرد.

## گزیده فیلم‌شناسی
از فیلم‌هایی که وی در آن‌ها نقش داشته‌است، می‌توان به آزمون اشاره نمود.